# ليوناردو سانتوس
ليوناردو سانتوس (بالبرتغالية: Leonardo Santos) هو فنان قتال مختلط برازيلي، ولد في 5 فبراير 1989 في ريو دي جانيرو في البرازيل.

## وصلات خارجية
- ليوناردو سانتوس على موقع يو إف سي (الإنجليزية)
- ليوناردو سانتوس على موقع شيردوغ (الإنجليزية)
- ليوناردو سانتوس على موقع IMDb (الإنجليزية)